# Lobalacsa norsemanensis
Lobalacsa norsemanensis är en insektsart som beskrevs av Tim R. New 1984. Lobalacsa norsemanensis ingår i släktet Lobalacsa och familjen fjärilsländor. Inga underarter finns listade i Catalogue of Life.